# Юртиковська культура
Ю́ртиковська культу́ра — археологічна культура епохи енеоліту (2 половина III-1 половина II тисячоліття до н. е.), яка була поширена в басейні середньої та нижньої течії річки В'ятка.
Культура була відкрита та вивчалась в 1970-1980-ті роки С. В. Ошибкіною, Т. М. Гусенцовою, Л. А. Наговіциним та іншими. Було виявлено понад 50 поселень, приблизно 20 з яких вивчені розкопками. основні городища:
- Юртик
- Аркуль 3
- Усть-Лудяна 2
- Лобань 1

Матеріали культури

Юртиковські поселення складались із декількох жител, нерідко до 10-22, іноді з'єднаних переходами. Всі будови були напівземляними, близькими до квадратних. На підлозі розміщувались вогнище та господарська яма. На низці поселень житла мали невеликі прямокутні прибудови, з'єднані переходами.
Кераміка в основному прямостінна з округлими, рідше пласкими днищами та домішку органіки в глиняному тісті. Орнамент гребінчастий. Візерунки прості та складались з почергових смужок нахилених, вертикальних та зигзагоподібних ліній.
Знаряддя праці виготовлялись з відщипів та плитчастого кременя: скребки, наконечники стріл та списів, ножі, скобели, проколки, сокири, тесла та долота. Знайдені мідні вироби: ножі, шила, персні, а також тиглі, в яких розплавляли мідь.
Основу господарства юртиковців складали рибальство та полюваня. В розвитку культури виділяється 2 етапи:
- ранній — 2 половина III тисячоліття до н. е.
- пізній — 1 половина II тисячоліття до н. е.

Локальний варіант даної культури — група поселень біля села Середнє Шадбегово Ігринського району на річці Лоза. Особливістю цього городища є значний відсоток посудин, які прикрашені овальними ямками та пальцевими защипами з віночками.
Витоки юртиковської культури більше всього пов'язують з новоільїнською культурою (в її в'ятському варіанті) раннього періоду енеоліту.